# 아이 필 프리티
《아이 필 프리티》(영어: I Feel Pretty)는 2018년 공개된 코미디 영화이다.

## 출연

### 주연
- 에이미 슈머 : 르네 베넷 역
- 미셸 윌리엄스 : 에이버리 클레어 역

### 조연
- 로리 스코벨 : 에단 역
- 톰 호퍼 : 그랜트 역
- 로렌 허튼 : 릴리 역
- 에밀리 라타이코프스키 : 맬로리 역
- 부시 필립스 : 제인 역
- 나오미 캠벨 : 헬렌 역
- 에이디 브라이언트 : 비비안 역
- 아드리안 마티네즈 : 메이슨 역
- 사셰르 자마타 : 타샤 역

### 단역
- 케빈 케인 : 약국의 귀여운 남자 역
- 재클린 호눌릭 : 매력적인 빨간 머리 역

## 기타
- 미술: 윌리엄 O.헌터
- 세트: 브리짓 키프
- 의상: 데브라 맥과이어
- 배역: 저스틴 배델리
- 배역: 킴 데이비스-와그너
- 수입 :  퍼스트런

## 수상
- 2018년 제27회 MTV 영화 & TV 어워즈 후보 최고의 코믹 연기상
- 2018년 제48회 지포니 영화제 후보 프리미어